# Redox-Flow-Batterie
Die Redox-Flow-Batterie (RFB) oder (Redox-)Flussbatterie – allgemeiner auch Flüssigbatterie oder Nasszelle genannt – ist eine Ausführungsform eines Akkumulators. Sie speichert elektrische Energie in chemischen Verbindungen, wobei die Reaktionspartner in einem Lösungsmittel in gelöster Form vorliegen. Die zwei energiespeichernden Elektrolyte zirkulieren dabei in zwei getrennten Kreisläufen, zwischen denen in der galvanischen Zelle mittels einer Membran der Ionenaustausch erfolgt. In der Zelle werden dabei die gelösten Stoffe chemisch reduziert bzw. oxidiert, wobei elektrische Energie frei wird.

## Allgemeines
Im Vergleich zu einem Akkumulator ohne Stoffaustausch liegt eine aufwändigere Konstruktion vor, die neben Tank und Rohrleitungen mindestens zwei Pumpen für die Umwälzung der Elektrolyte samt den dafür nötigen Steuer- und Kontrolleinrichtungen benötigt. Daher eignen sich Flussbatterien nicht für kleine Verbraucher. Der Einsatz im Bereich der Elektromobilität ist Thema von Forschungen. Der bisher am häufigsten eingesetzte und wichtigste Typ der Flussbatterie ist der Vanadium-Redox-Akkumulator. Darüber hinaus gibt es noch weitere Typen wie den Polysulfid-Bromid-Akkumulator, Natriumchlorid-Redox-Akkumulator, Zink-Brom-Akkumulator, Uran-Redox-Akkumulator und als neuere Entwicklungen ein Akku auf der Basis von Lignin sowie der Bau eines Akkus mit einer Membran in flüssiger Form, mit welcher der Stromkollektor zwischen den beiden chemischen Verbindungen vereinfacht gebaut werden kann.
Da die in einem Lösungsmittel gelösten chemischen Verbindungen in von der Zelle getrennten und beliebig groß ausgeführten Tanks gespeichert werden, ist die gespeicherte Energiemenge nicht von der Zellengröße abhängig. Die Redox-Flow-Batterie ist durch die elektrochemische Reversibilität mit dem Akkumulator und der Reversiblen Brennstoffzelle verwandt. Die Zellenspannung ist durch die Nernst-Gleichung gegeben und liegt bei praktisch realisierbaren Systemen bei 1 V bis 2,2 V.

## Forschung

### Geschichte
Die grundlegenden Prinzipien ohne praktische Anwendungen sind seit den 1880er-Jahren bekannt. Die Grundlagen für Redox-Flow-Zellen wurden Mitte des 20. Jahrhunderts in Deutschland von Walther Kangro an der Technischen Universität Braunschweig erarbeitet, als erstmals die Möglichkeiten der Energiespeicherung mit Redox-Paaren geprüft wurden. In den 1970er Jahren beschäftigte sich die NASA mit der Entwicklung der Technik. Die reine Vanadium-Lösung wurde 1978 erstmals vorgeschlagen und in den 1980ern an der University of New South Wales von Maria Skyllas-Kazacos und ihren Mitarbeitern entwickelt. Dieser Typ wurde 1986 patentiert und ist bisher am verbreitetsten. Sie erfuhr eine Weiterentwicklung zur Vanadium-Bromid-basierten Zelle, die eine doppelt so hohe Energiedichte erlaubt.

### Neuere Forschung
Im Januar 2014 stellten Forscher der Harvard University eine Redox-Flow-Zelle auf Basis von organischen Chinonen vor, die ohne Einsatz seltener und damit vergleichsweise teurer Substanzen auskommt. Bei Prototypen unter Laborbedingungen wurde eine Leistungsdichte von 600 mW/cm² gemessen. Es wurde weiters an der Langzeitstabilität solcher Zellen geforscht.
Eine weitere Neuerung stellte 2015 die Friedrich-Schiller-Universität Jena vor, eine Polymer-basierte Redox-Flow-Batterie (pRFB), die vollständig auf Metalle als Aktivmaterial verzichtet. Diese neue Bauform setzt organische Polymere, ähnlich Plexiglas oder Styropor und die eine redoxaktive Einheit tragen, für die Anode und Kathode ein. Als Lösungsmittel werden keine korrosiven Säuren benötigt, sondern es kommt eine Kochsalzlösung zur Anwendung. Der Einsatz der wässrigen Polymerlösungen ermöglicht darüber hinaus die Nutzung von Dialysemembranen zur Trennung von Anode und Kathode, die einfacher und günstiger herstellbar sind als klassische Ionentauschermembranen. Während die großen Makromoleküle (Polymere) nach dem Prinzip eines „Siebes“ zurückgehalten werden, können die vergleichsweise kleinen Natriumionen und Chloridionen die Membran ungehindert passieren und den zellinternen Stromkreis schließen. Aus Spanien stammte die Idee einer Flüssigmembran. Ein Startup baute in der Schweiz auf dieser Basis im Jahr 2024 eine Versuchsanlage in Thalwil. Dieses Unternehmen Unbound Potential hatte 2022/23 auch Gelder aus der Bundesagentur für Sprunginnovationen erhalten.
2018 wurde u. a. die Eignung von Lignin als Anolyt untersucht. Lignin gilt aufgrund seiner chemischen Eigenschaften in Kombination mit seiner Umweltfreundlichkeit, seiner weiten Verfügbarkeit und seiner niedrigen Kosten als vielversprechender Rohstoff für metallfreie Redox-Flow-Batterien zur Energiespeicherung. Im März 2018 wird über eine erzielte Stromdichte von 20 mA/cm² und einen Polarisationswiderstand von 15 Ω/cm² auf Basis von Ligninsulfonat unter Laborbedingungen berichtet.
Im Oktober 2020 wurde von einer Forschergruppe der TU Graz das redoxaktive 2-Methoxyhydrochinon – durch Oxidation des aus Ligninsulfonat zugänglichen Vanillins erhältlich – als organischer Elektrolyt in einer wässrig-organischen RFB beschrieben. In 0,5 M Phosphorsäure (H3PO4 in H2O) als Lösungsmittel konnten über 250 Lade-Entlade-Zyklen ohne nennenswerte Effizienzeinbußen realisiert werden. Ein technischer Test im Mürztal wurde mit Stand Februar 2024 durchgeführt. Ebenfalls 2020 wurde ein Redox-System auf Eisenbasis entwickelt.
Im Jahr 2021 wurde über Forschungsarbeiten berichtet, welche ein System mit Mangan anstelle von Vanadium verwenden
Im Jahr 2022 stellten Forscher der Utah State University einen Prototyp eines Redox-Flow-Systems mit einer Anode aus Viologenen vor, das eine Energiedichte von mehr als 40 Wh pro Liter Elektrolyt bei damaligen Kosten von unter 100 USD je kWh erreicht und nach 1000 Ladezyklen noch 100 % seiner Kapazität behalten soll.
Laut eigenen Angaben hat die Firma CMBlu aus Nordbayern eine auf Redox-Flow Technik mit organischen, vermutlich Lignin-basierten, Stoffen entwickelt, sogenannte Organic-SolidFlow-Batterien mit der Energiespeicher für Solar- und Windenergieparks gebaut werden können. Ein erstes Projekt befindet sich seit Sommer 2023 im Burgenland in der Erprobungsphase und soll bis 2030 auf eine Kapazität von 300MWh bei 100MW Leistung ausgebaut werden. Ein weiteres Projekt soll mit der Energiegenossenschaft ÜZ Mainfranken einen Organic-SolidFlow-Batteriespeicher mit einer Leistung von 3,6 Megawatt und einer Kapazität von 18 Megawattstunden zum Einsatz bringen.

## Größte in Betrieb oder in Bau befindliche Anlagen
In Dalian, Volksrepublik China, ist seit Mai 2022 ein Redox-Flow-Batteriespeicher (Vanadium-Redox-Akkumulator) mit 100 MW Leistung und 400 MWh Kapazität (im Endausbau sind 200 MW/800 MWh geplant) in Betrieb. Entwickelt hat die Anlage Rongke Power (RKP) und das Dalian Institute of Chemical Physics (DICP). Im Dezember 2024 nahm ebenfalls Rongke Power das Xinhua Ushi Energy Storage Project, eine Vanadium-Redox-Flow-Batterie mit 175 MW Leistung und 700 MWh Speicherkapazität, in Betrieb. Im schweizerischen Laufenburg AG, neben dem Stern von Laufenburg, entsteht seit 2025 ein Redox-Flow-Batteriespeicher mit über 800 MW Leistung und einer Speicherkapazität von 1.600 MWh. Die Anlage soll im Jahr 2028 in Betrieb gehen. In Boxberg, Deutschland, plant die Lausitz Energie Kraftwerke AG (LEAG) einen Batteriespeicher mit einer Leistung von 50 MW und einer Batteriekapazität von 500 MWh (Lithium-Ionen- und Eisen-Redox-Flow-Akkumulatoren). Die Anlage wird vom US-amerikanischen Unternehmen ESS Tech realisiert. Die Inbetriebnahme ist für das Jahr 2027 geplant.

## Technik

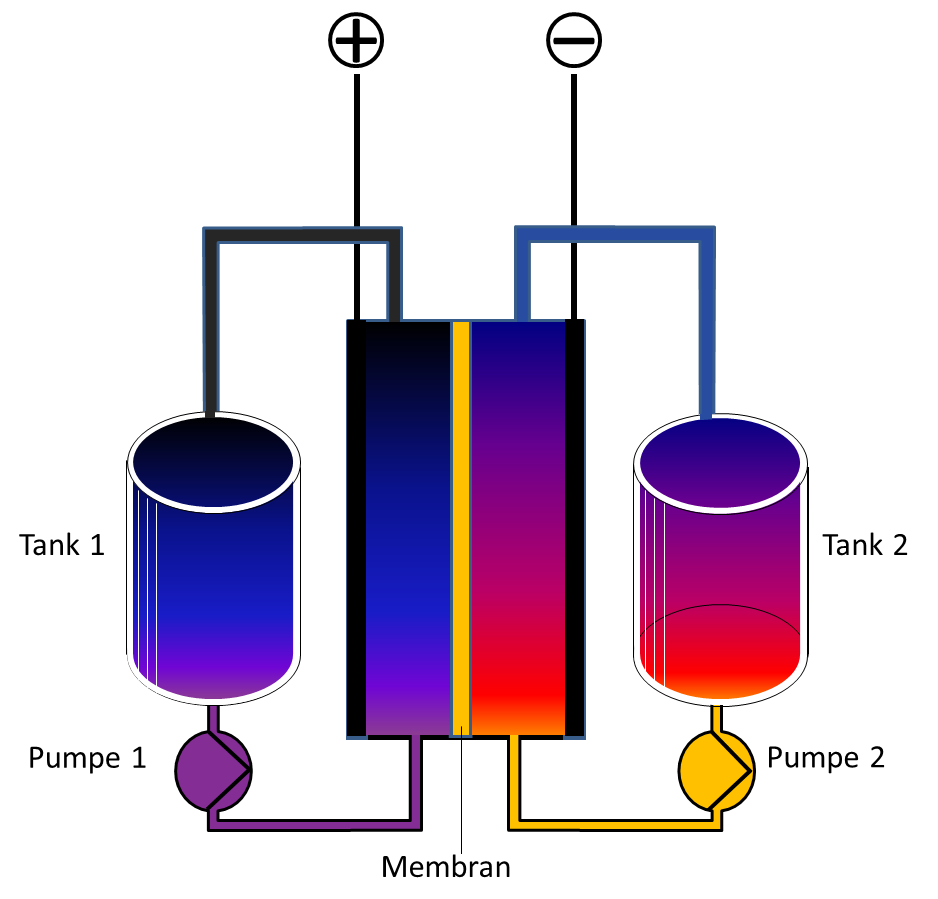
Schema einer Redox-Flusszelle (Redox Flow Cell) mit den dazugehörigen Elektrolytbehältern und Pumpen. Die chemische Umwandlung in der Zelle ist durch den Farbverlauf angedeutet.

### Aufbau
Die energiespeichernden Elektrolyte werden außerhalb der Zelle in getrennten Tanks gelagert. Damit ist die Redox-Flow-Zelle mit den Tanks für die Elektrolyte – wie die Brennstoffzelle mit den Tanks für den Brennstoff und das Oxidationsmittel – ein elektrochemischer Energiespeicher, bei dem Energiemenge und Leistung unabhängig voneinander skaliert werden können. Die Tanks könnten manuell befüllt und der Akkumulator somit durch einen Stoffwechsel geladen werden. Durch den Austausch der Elektrolytflüssigkeiten können diese auch in räumlich getrennten Akkumulatoren geladen und entladen werden; somit braucht nicht der gesamte Akkumulator mit Wandlertechnik und Gehäuse, sondern nur der eigentliche Energieträger zwischen der Lade- und Entladestation ausgetauscht zu werden. In der Praxis werden die Systeme aber mit möglichst geschlossenen Kreisläufen ausgeführt.
Die eigentliche galvanische Zelle wird durch eine Membran in zwei Halbzellen geteilt. An der Membran fließt der Elektrolyt vorbei. Die Halbzelle wird durch eine Elektrode abgegrenzt, an der die eigentliche chemische Reaktion in Form einer Reduktion oder Oxidation abläuft. Die Membran ist je nach Zelltyp ein mikroporöser Separator, der alle Ionen passieren lässt, eine selektive Anionen- oder Kationentauschermembran oder eine Größenausschlussmembran, die Polymer zurückhält und kleine Ionen passieren lässt. Die Membran soll die Vermischung der beiden Elektrolyte verhindern.
Die Elektroden bestehen aufgrund ihres hohen elektrochemischen Spannungsfensters in wässrigen Lösungen meistens aus Graphit. Für eine möglichst hohe spezifische Leistung werden als Elektrodenmaterial Graphitfilze mit hoher spezifischer Oberfläche eingesetzt.

### Elektrolyt
Der Elektrolyt besteht aus einem in Lösungsmittel gelösten Salz. Die Zusammensetzung des Elektrolytes, genauer die Konzentration, bestimmt maßgeblich mit der Zellenspannung die Energiedichte der Redox-Flow-Batterie. Als Lösungsmittel werden häufig entweder anorganische oder organische Säuren verwendet. In neueren Systemen, wie der polymerbasierten Batterie, können auch simple Kochsalzlösungen eingesetzt werden. Als verwendbare Redoxpaare kommen unter anderem Vanadium(V)-oxid (im Vanadium-Redox-Akkumulator), Natriumbromid (im Natriumbromid-Redox-Akkumulator) oder auch Eisen (IRFB) in Kombination mit weiteren chemischen Verbindungen zur Anwendung. Es kommen auch Verbindungen auf Basis organischer Stoffe wie Lignin, bzw. Ligninsulfonat-Lösungen in Frage. Aktuell kommt auch eine Eisen-Salz Variante in Betracht, die Grundlastfähigkeit bei PV- und Windkraftanlagen herstellen könnte. Die Technik arbeitet auf der Basis von Eisenchlorid.

### Eigenschaften
Die Redox-Flow-Zelle kann je nach Baugröße und Typ Leistungen von einigen 100 Watt bis zu mehreren Megawatt bereitstellen und hat einen Wirkungsgrad im Bereich von 75 bis 80 Prozent. Zudem hat das System eine geringe Selbstentladung und eine hohe Standzeit. Letztere basiert darauf, dass das Elektrodenmaterial bei der Reaktion des Elektrolyten selbst chemisch nicht reagiert und damit nicht degeneriert. Demgegenüber ist die Energiedichte vergleichsweise gering; üblicherweise sind beim Vanadium-Redox-Akkumulator auf Sulfatbasis ca. 25 Wh pro Liter Elektrolytflüssigkeit, auf Bromidbasis ca. 50 Wh pro Liter Elektrolytflüssigkeit zu erzielen. Unter idealen Laborbedingungen können auch geringfügig höhere Werte erreicht werden.
Dieselkraftstoff weist mit ca. 10 kWh pro Liter eine ca. 400-fache Energiedichte gegenüber dem Elektrolyt von Vanadium-Redox-Akkumulatoren auf, handelsübliche Bleiakkumulatoren erzielen eine Energiedichte von rund 42 Wh/kg, bezogen auf die gesamte Masse des Akkumulators. Bezogen nur auf den Elektrolyt des Bleiakkumulators, der ca. 50 % des Akkus ausmacht, ergibt sich ein Wert um 80 Wh pro Liter Elektrolytflüssigkeit bei einem Bleiakkumulator. Im Vergleich zu einem Pumpspeicherwerk mit einer auf eine Höhendifferenz von 100 m normierten Energiedichte von 0,272 Wh/(l 100m) ist die Energiedichte jedoch deutlich höher.
In der folgenden Tabelle wurden einige Redox-Flow-Batterietypen mit der Zellspannung und der Energiedichte pro Liter Elektrolytflüssigkeit zusammengestellt:
| Type                          | Zellspannung (V) | Energiedichte pro Liter Elektrolytflüssigkeit (Wh/l) |
| ----------------------------- | ---------------- | ---------------------------------------------------- |
| Vanadium-Redox-Akkumulator    | 1,25             | 15–25                                                |
| Polysulfid-Bromid-Akkumulator | 1,54             | 25–50                                                |
| Zink-Brom-Akkumulator         | 1,85             | 50–80                                                |

## Beispielhafte Anwendungen
Redox-Flow-Batterien eignen sich zur Nutzung als stationäre Batteriespeicher. Sie werden in Pilotprojekten etwa in Form des Vanadium-Redox-Akkumulators als Reservequelle für Mobilfunk-Basisstationen oder Pufferbatterie für Windkraftanlagen eingesetzt.
Zu 19 bereits vorhandenen Standorten für Redox-Flow-Batterien in Japan wurde im Jahr 2005 auch auf der Insel Hokkaido eine Vanadium-Redox-Flow-Batterie mit einer Speicherfähigkeit von 6 MWh und einer Lade- und Entladeleistung von 4 MW zur Unterstützung einer Windkraftanlage installiert.
In einem praxisnahen Forschungsprojekt (Applikationszentrum) erforscht das Fraunhofer ICT in Pfinztal seit Ende September 2018 die Pufferung stark schwankender Windenergie einer 2-MW-Windkraftanlage mit einer 20-MWh-Redox-Flow-Batterie. Zusätzlich wird bis 2021 eine 500-kW-Solaranlage installiert. Ziel ist es, eine kontinuierliche Stromversorgung der Stromverbraucher zu den Hauptbedarfszeiten zu erreichen. Eine Sonderanwendung stellt das Flow Battery Research Collective (FBRC) dar, welches gemeinsam mit dem FAIR Battery Project als Open-Source-Hardware dokumentierte und unter CERN-OHL lizenzierte Redox-Flow-Batterien bietet.
Der Vanadium-Redox-Akkumulator des Hybridkraftwerks Pellworm hatte eine Speicherfähigkeit von 1,6 MWh und eine Lade-/Entladeleistung von 200 kW. Diese Testanlage war für die Versorgung von rund 600 Haushalten ausgelegt.